# Рут Гелльберг
Рут Ге́лльберг (нім. Ruth Hellberg, справжні ім'я та прізвище — Рут Голль (нім. Ruth Holl); нар. 2 листопада 1906, Берлін, Німецька імперія — пом. 26 квітня 2001, Фельдафінг, Баварія, Німеччина) — німецька театральна і кіноакторка.

## Біографія
Рут Голль народилася 2 листопада 1906 року в Берліні, Німецька імперія в сім'ї театрального режисера Фріца Голля та акторки й викладачки драми Маргіт Гелльберг. Дебютувала як акторка у 1923 році в театрі Meininger та, від 1933-го і до 1991 року, знялася у понад 25-ти фільмах.
Після закінчення Другої світової війни Рут Гелльберг виступала переважно в театрі, востаннє з'явившись на екрані у фільмі 1991 року «У колі близьких». З 1948 року працювала також акторкою озвучування.

## Особисте життя
Після першого шлюбу з актором Фріцем Лансдорфом у 1933 році Рут Гелльберг вдруге вийшла заміж за актора й режисера Вольфганга Лібенайнера. Знялася у кількох фільмах, поставлених чоловіком.
Померла Рут Гелльберг 26 квітня 2001 року в баварському місті Фельдафінг.

## Фільмографія
| Рік  |     | Назва українською      | Оригінальна назва           | Роль                      |
| ---- | --- | ---------------------- | --------------------------- | ------------------------- |
| 1938 |     | Іветта                 | Yvette                      | Іветта Обарді             |
| 1938 |     | Вітчизна               | Heimat                      | Марія                     |
| 1938 |     | Чорна подорож на щастя | Schwarzfahrt ins Glück      | офіціантака Еріка Домке   |
| 1938 |     | Секретна місія         | In geheimer Mission         | Рут Мартенс               |
| 1939 |     | Три сержанти           | Drei Unteroffiziere         | Герда Кір                 |
| 1940 |     | Усі шахраї             | Alles Schwindel             | Юлія Фемірен              |
| 1940 |     | Поштмейстер            | Der Postmeister             | Єлизавета                 |
| 1940 |     | Бісмарк                | Bismarck                    | кронпринцеса Вікторія     |
| 1940 |     |                        | Fahrt ins Leben             | Шарлотта Фабер, піаністка |
| 1941 |     | Сутінок                | Zwielicht                   | Грета Кунерт              |
| 1941 |     | Повернення додому      | Heimkehr                    | Марта Лангардт            |
| 1942 |     | Загибель мрії          | Vertigine                   | Клаудія, донька Лучано    |
| 1962 | т/ф | Південь                | Süden                       | Лаура Рілау               |
| 1965 | т/ф | Міхаель Крамер         | Michael Kramer              | фрау Крамер               |
| 1966 | т/ф | Балада про передмістя  | Die Ballade von Peckham Rye | міс Фрірне                |
| 1972 |     | Миттєвий спалах        | Strohfeuer                  | мати Елізабет             |
| 1991 |     | У колі близьких        | Im Kreise der Lieben        | Еммі Грюнд                |

## Визнання
| Нагороди та номінації Рут Гелльберг | Нагороди та номінації Рут Гелльберг             | Нагороди та номінації Рут Гелльберг | Нагороди та номінації Рут Гелльберг |
| Рік                                 | Категорія                                       | Фільм                               | Результат                           |
| ----------------------------------- | ----------------------------------------------- | ----------------------------------- | ----------------------------------- |
| Німецька кінопремія                 |                                                 |                                     |                                     |
| 1992                                | Золота нагорода за найкращу головну жіночу роль | У колі близьких                     | Номінація                           |